# Mistrovství světa v malém fotbale IFA7
Mistrovství světa v malém fotbale IFA7 se koná se od roku 2017 a pořádá ho International Football Association 7 (IFA7). Na posledním šampionátu v Peru v září 2022 zvítězili domácí reprezentanti Peru.

## Turnaje
| Rok  | Hostitel                | Finále | Finále | Finále             | Zápas o     | Zápas o | Zápas o      |
| Rok  | Hostitel                | Vítěz  | Skóre  | Poražený finalista | Třetí místo | Skóre   | Čtvrté místo |
| ---- | ----------------------- | ------ | ------ | ------------------ | ----------- | ------- | ------------ |
| 2017 | Guatemala (Retalhuleu)  | Rusko  | 4 – 2  | Guatemala          | Mexiko      | 7 – 4   | Uruguay      |
| 2022 | Peru (Lima)             | Peru   | 8 – 5  | Salvador           | Venezuela   | 3 – 2   | Chile        |
| 2025 | Spojené arabské emiráty |        |        |                    |             |         |              |

## Medailový stav podle zemí do roku 2022 (včetně)
| Pořadí | Země      | Zlato | Stříbro | Bronz | Celkem |
| 1.     | Rusko     | 1     | 0       | 0     | 1      |
| 1.     | Peru      | 1     | 0       | 0     | 1      |
| 2.     | Guatemala | 0     | 1       | 0     | 1      |
| 2.     | Salvador  | 0     | 1       | 0     | 1      |
| 3.     | Mexiko    | 0     | 0       | 1     | 1      |
| 3.     | Venezuela | 0     | 0       | 1     | 1      |